# Comesomatidae
I Comesomatidae Filipjev, 1918 sono una famiglia di nematodi dell'ordine degli Araeolaimida. La famiglia comprende una trentina di generi e oltre 250 specie descritte fino al 2021. Comesoma è il genere tipo.

## Tassonomia
Generi secondo la Global Biodiversity Information Facility:
- Acantholaimus Allgén, 1933
- Actarjania Hopper, 1967
- Asymmelaimus Tu, Thanh, Smol & Vanreusel, 2008
- Cervonema Wieser, 1954
- Comesoma Bastian, 1865
- Comesomoides Gourbault, 1980
- Dolichosomatum Allgén, 1951
- Dorylaimopsis Ditlevsen, 1918
- Expressonema Smolyanko & Belogurov, 1991
- Grahamia Allgén, 1959
- Grahamius Gerlach & Riemann, 1973
- Hopperia Vitiello, 1969
- Kenyanema Muthumbi, Soetaert & Vincx, 1997
- Laimella Cobb, 1920
- Mesonchium Cobb, 1920
- Metacomesoma Wieser, 1954
- Metasabatiera Timm, 1961
- Metasabatieria Timm, 1961
- Notosabatieria Allgén, 1959
- Paracomesoma Hope & Murphy, 1972
- Paracomesoma Schuurmans Stekhoven, 1950
- Paramesonchium Hopper, 1967
- Pierrickia Vitiello, 1970
- Sabatieria Rouville, 1903
- Scholpanialla Sergeeva, 1972
- Scholpaniella Sergeeva, 1973
- Setosabatieria Platt, 1985
- Tridentellia Gerlach & Riemann, 1973
- Ungulilaimus Allgén, 1958
- Vasostoma Wieser, 1954

Sottofamiglie e generi secondo il World Register of Marine Species:
- Comesomatinae Filipjev, 1918
  - Comesoma Bastian, 1865
  - Comesomoides Gourbault, 1980
  - Paracomesoma Schuurmans Stekhoven, 1950
- Dolichosomatum Allgén, 1951
- Dorylaimopsinae De Coninck, 1965
  - Asymmelaimus Tu, Thanh, Smol & Vanreusel, 2008
  - Dorylaimopsis Ditlevsen, 1918
  - Expressonema Smolyanko & Belogurov, 1991
  - Hopperia Vitiello, 1969
  - Kenyanema Muthumbi, Soetaert & Vincx, 1997
  - Metasabatieria Timm, 1961
  - Paramesonchium Hopper, 1967
  - Vasostoma Wieser, 1954
- Grahamius Gerlach & Riemann, 1973
- Metacomesoma Wieser, 1954
- Sabatieriinae Filipjev, 1934
  - Cervonema Wieser, 1954
  - Laimella Cobb, 1920
  - Minolaimus Vitiello, 1970
  - Pierrickia Vitiello, 1970
  - Sabatieria Rouville, 1903
  - Scholpaniella Sergeeva, 1973
  - Setosabatieria Platt, 1985
  - Actarjania Hopper, 1967, sinonimo di Sabatieria Rouville, 1903 (Jensen, (1979) )
- Parasabatieria de Man, 1907, sinonimo di Sabatieria Rouville, 1903
  - Pepsonema Cobb, 1920, sinonimo di Mesonchium Cobb, 1920, sinonimo di Dorylaimopsis Ditlevsen, 1918
- Ungulilaimus Allgén, 1958

- Grahamia Allgén, 1959 (taxon inquirendum)
- Notosabatieria Allgén, 1959 (taxon inquirendum[3])

- Mesonchium Cobb, 1920, sinonimo di Dorylaimopsis Ditlevsen, 1918
- Xinema Cobb, 1920, sinonimo di Dorylaimopsis Ditlevsen, 1918